# Cosmo Guastella
Cosmo Guastella, född 1 mars 1854, död 11 november 1922, var en italiensk filosof.
Guastella var professor i Palermo. Med sin radikala empirism, fenomenalism och nominalism intog Guastella en karakteristisk ställning i den italienska positivistiska rörelsen, med sträng konsekvens och i självständig anda utvecklande John Stuart Mills filosofiska principer. De metafysiska konstruktionerna har enligt honom karaktär av illusioner. Guastellas huvudarbeten är Saggi sulla teoria dell conoscenza (2 band, 1897-1905) och Le ragioni del fenomenismo (3 band, 1921-23).